# 아르헨티나 프리메라 디비시온
아르헨티나 프리메라 디비시온(스페인어: Primera División de Argentina)은 아르헨티나의 프로 축구 1부 리그이다. 2020년부터 기존의 수페르리가 아르헨티나(Superliga Argentina)에서 리가 프로페셔날 데 푸트볼(Liga Profesional de Fútbol)로 명명하고 있으며, 2023년부터 후원 계약에 따라 토르네오 비아넨스(Torneo Bianance)로 부르고 있다. 현재 28개 팀이 리그 방식으로 경기를 치른다. 국제축구역사통계연맹(International Federation of Football History and Statistics) 자료 에 따르면, 아르헨티나 리그는 현재 세계 상위권 프로 축구 리그 중 하나에 속한다.
세계 최고의 축구 리그로 꼽히는 스페인 프리메라리가, 이탈리아 세리에 A, 잉글랜드 프리미어리그, 독일 분데스리가, 그리고 포르투갈 리가 등 많은 리그에서 아르헨티나 리그 출신 선수들이 활약하고 있다.

## 리그 진행 방식

### 아페르투라/클라우수라
2011/12 시즌까지 프리메라 디비시온에는 전기리그인 아페르투라(Apertura, 8월~12월)와 후기리그인 클라우수라(Clausura, 2월~6월)로 나누어 진행했다. 각각의 리그는 홈 앤드 어웨이 방식이 아니라 싱글 라운드(single-round) 방식으로 진행하였고, 그 때문에 유럽의 축구리그들과는 달리 1년에 두 개의 챔피언이 존재했다. 아르헨티나에는 축구협회에서 주관하는 공식적인 컵 대회가 없다.
아페르투라와 클라우수라는 각각 '개막'(opening)와 '폐막'(closing)의 의미를 갖고 있는데, 이같은 방식은 북반구, 특히 유럽의 축구 시즌과 비슷한 기간에 시즌을 전개하기 위해 고안된 것이다. (예: 프리메라리가 2007-08)

### 승강제
승강제는 지난 3년간의 리그 성적을 합산해 다음 아페르투라가 시작할 때 이루어진다. 프리메라 디비시온 3년간 평균 성적(평균승률) 최하위 두 팀은 2부리그인 프리메라 B 나시오날 최상위 두 팀과 바로 교체되며, 프리메라 디비시온 3년 평균 성적이 17위와 18위인 팀은 프로모시온(promoción)이라 불리는 별도의 플레이오프를 프리메라 B 나시오날 4위와 3위 팀과 갖게 된다.
프로모시온에서 이긴 두 팀이 프리메라 디비시온에 있게 되므로, 승강이 이뤄지는 팀의 숫자는 2개 팀에서 4개 팀까지 변할 수 있다. 조금 복잡한 이 승강제 방식은 빅 클럽들의 강등 위험을 줄이기 위해 고안된 것이다. 리그 역사에서 가장 성공적이었던 두 클럽 리버 플레이트와 보카 주니어스 역시 강등 위기에 처한 적이 있으며, 직접적으로는 역시 빅 클럽인 산로렌소의 강등(1981년)으로 인해 생긴 제도이다.

## 국제 대회 참가
과거에는 다른 나라들과 마찬가지로 아르헨티나에서 두 팀이 코파 리베르타도레스에 참가해 왔다. 그런데, 1987년부터 CONMEBOL에선 여러 클럽 선수권 대회를 만들고 폐지하면서 많은 변화가 있었다. 수페르코파. 코파 CONMEBOL, 그리고 코파 메르코수르 등이 바로 그런 클럽 선수권 대회이다. 이 대회들은 지금 코파 수다메리카나로 통합되었다. 또한 CONMEBOL이 각국의 리그 수준에 따라 코파 리베르타도레스 출전권을 다르게 배정하면서 아르헨티나 축구팀은 다섯 팀이나 코파 리베르타도레스 출전자격을 얻게 되었다.
아르헨티나 클럽들은 남미의 모든 클럽축구 대회에서 독보적인 성적을 거두어왔다. 코파 리베르타도레스, 코파 수다메리카나, 레코파 수다메리카나 등 오늘날 존재하는 주요 대회뿐 아니라 이전의 클럽 대회에서도 가장 많은 우승컵을 가져갔다. 그러한 성과는 유럽 리그에 비해 좋지 못한 재정 상황에도 불구하고 아르헨티나 프리메라 디비시온을 세계에서 가장 강한 축구 리그 중 하나로 꼽게 하는 근거가 되어왔다.

### 코파 수다메리카나
아르헨티나 클럽들은 코파 수다메리카나에 여섯 장의 출전권을 확보하고 있다. 2009년 대회까지 CONMEBOL에선 대회의 흥행을 위해 논란을 무릅쓰고 보카 주니어스와 리버 플레이트에게 성적과 관계 없이 초청팀으로써의 자동 출전권을 부여했다. 나머지 네 팀은 직전 시즌 아페르투라와 클라우수라 통합 승점 상위 네 팀으로 결정했는데, 몇년간 보카와 리베르의 성적이 좋지 못하면서 2010년 대회부터는 초청팀 참가권을 회수하고, 리그 성적만으로 출전팀을 결정하게 되었다.
하지만 코파 리베르타도레스와 참가팀 결정하는 시즌이 서로 다르고 여러 팀이 코파 리베르타도레스와 동시에 출전하는 것에 대한 부담으로, 2012년 대회부터는 코파 리베르타도레스와 같은 성적 합산 테이블에서 코파 리베르타도레스에 출전하는 다음 순위 팀들이 출전하게 되었다. 예를 들어 성적 합산 테이블에서 1위부터 5위까지 코파 리베르타도레스에 출전하게 되면, 6위부터 10위가 코파 수다메리카나에 출전하는 식이다. (나머지 한 장의 출전권은 새로 시작된 코파 아르헨티나 우승 팀이 갖게 된다.)
코파 수다메리카나에서 역시 아르헨티나 클럽들은 가장 좋은 성적을 거둬왔으며, 대회가 시작된 2002년부터 지금까지 2006년 대회를 제외하곤 모두 결승전에 올라 네 번의 우승컵을 차지하였다.

## 참가 클럽
| 2024 시즌 리가 프로페셔날 데 푸트볼 |                    |                                             |          |
| 클럽명                              | 연고지             | 스타디움                                    | 수용인원 |
| 아르헨티노스 주니어스               | 부에노스아이레스   | 디에고 아르만도 마라도나                    | 25,000   |
| 아틀레티코 투쿠만                   | 투쿠만             | 모뉴멘탈 호세 피에로                        | 32,700   |
| 반피엘드                            | 반피엘드           | 플로렌시오 솔라                             | 34,901   |
| 보카 주니어스                       | 부에노스아이레스   | 알베르토 J. 아르만도                        | 54,000   |
| 센트랄 코르도바                     | 산티아고델에스테로 | 우니코 마드레 데 시우다데스                 | 30,000   |
| 센트랄 코르도바                     | 산티아고델에스테로 | 알프레도 테레라                             | 16,000   |
| 데펜사 이 후스티시아                | 플로렌시오발레라   | 노베르토 "티토" 토마겔로                    | 12,000   |
| 리에스트라                          | 부에노스아이레스   | 기예르모 라사                               | 3,000    |
| 에스투디안테스 (LP)                 | 라플라타           | 호르헤 루이스 이르시                        | 30,000   |
| 힘나시아 이 에스그리마 (LP)         | 라플라타           | 후안 카르멜로 세리요                        | 24,544   |
| 고도이크루스                        | 고도이크루스       | 펠리시아노 감바르테                         | 14,000   |
| 우라칸                              | 부에노스아이레스   | 토마스 아돌포 두코                          | 48,314   |
| 인데펜디엔테                        | 아베야네다         | 리베르타도레스 데 아메리카                  | 52,853   |
| 리바다비아                          | 멘도사             | 바우티스타 가르간티니                       | 24,000   |
| 라누스                              | 라누스             | 시우다드 데 라누스 - 네스토르 디아스 페레스 | 46,619   |
| 뉴얼스 올드 보이스                  | 로사이오           | 마르셀루 비엘사                             | 38,095   |
| 플라텐세                            | 플로리다           | 시우다드 데 비센테 로페스                   | 28,530   |
| 라싱                                | 아벨라네다         | 프레시덴테 페론                             | 55,389   |
| 리버 플레이트                       | 부에노스아이레스   | 안토니오 베스푸시오 리베르티                | 70,074   |
| 로사리오 센트랄                     | 로사리오           | 히간테 데 아로이토                          | 41,654   |
| 산로렌소                            | 부에노스아이레스   | 페드로 비데가인                             | 39,494   |
| 사르미엔토                          | 후닌               | 에바 페론                                   | 19,000   |
| 타예레스                            | 코르도바           | 마리오 알베르토 켐페스                      | 57,000   |
| 우니온                              | 산타페             | 15 데 아브릴                                | 22,852   |
| 벨레스 사르스피엘드                 | 부에노스아이레스   | 호세 아말피타니                             | 45,540   |
| 티그레                              | 빅토리아           | 호세 데야히오바나                           | 26,282   |
| 바라카스                            | 부에노스아이레스   | 파비안 타피아                               | 4,400    |
| 벨그라노                            | 코르도바           | 훌리오 세사르 비야그라                      | 30,000   |
| 인스티투토                          | 코르도바           | 후안 도밍고 페론                            | 26,535   |

## 역대 기록
아르헨티나 리그는 잉글랜드의 풋볼 리그를 제외한 가장 오래된 축구 리그로써 1891년 영국인들에 의해 처음 시작되었다. 최초의 우승 팀은 약간 논란이 있긴 하지만 세인트 앤드루스(Saint Andrews)로 기록되어 있다. 여러 클럽들이 프로화되면서 1931년부터 캄페오나토(Campeonato)라는 이름으로 프로 리그가 시작되었다. 현재 아르헨티나 리그에는 축구 협회에서 주관하는 컵대회 또는 리그컵 대회가 없지만, 통합 우승 팀을 결정하거나 코파 리베르타도레스와 같은 국제 대회 참가팀을 결정할 목적 등으로 몇몇 대회가 한시적으로 생기곤 했다.

### 아마추어 대회 우승 기록
| 연도 | 대회                          | 우승                     |
| ---- | ----------------------------- | ------------------------ |
| 1891 | 아르헨티나 축구 리그1         | 세인트 앤드루스          |
| 1892 | 아르헨티나 축구 리그          | 우승 팀 없음.            |
| 1893 | 아르헨티나 축구 리그          | 로마스 애슬레틱          |
| 1894 | 아르헨티나 축구 리그          | 로마스 애슬레틱          |
| 1895 | 아르헨티나 축구 리그          | 로마스 애슬레틱          |
| 1896 | 아르헨티나 축구 리그          | 로마스 애슬레틱          |
| 1897 | 아르헨티나 축구 리그          | 로마스 애슬레틱          |
| 1898 | 아르헨티나 축구 리그          | 로마스 애슬레틱          |
| 1899 | 아르헨티나 축구 리그          | 벨그라노 애슬레틱        |
| 1900 | 아르헨티나 축구 리그          | 영국 고등학교 졸업생팀   |
| 1901 | 아르헨티나 축구 리그          | 영국 고등학교 졸업생팀   |
| 1902 | 아르헨티나 축구 리그          | 영국 고등학교 졸업생팀   |
| 1903 | 아르헨티나 축구협회2          | 영국 고등학교 졸업생팀   |
| 1904 | 아르헨티나 축구협회           | 벨그라노 애슬레틱        |
| 1905 | 아르헨티나 축구협회           | 영국 고등학교 졸업생팀   |
| 1906 | 아르헨티나 축구협회           | 영국 고등학교 졸업생팀   |
| 1907 | 아르헨티나 축구협회           | 영국 고등학교 졸업생팀   |
| 1908 | 아르헨티나 축구협회           | 벨그라노 애슬레틱        |
| 1909 | 아르헨티나 축구협회           | 영국 고등학교 졸업생팀   |
| 1910 | 아르헨티나 축구협회           | 영국 고등학교 졸업생팀   |
| 1911 | 아르헨티나 축구협회           | 영국 고등학교 졸업생팀   |
| 1912 | 아르헨티나 축구협회           | 킬메스                   |
| 1912 | 아르헨티나 축구연맹3          | 에스투디안틸 포르테뇨    |
| 1913 | 아르헨티나 축구협회           | 라싱 클럽                |
| 1913 | 아르헨티나 축구연맹           | 에스투디안테스 라 플라타 |
| 1914 | 아르헨티나 축구협회           | 라싱 클럽                |
| 1914 | 아르헨티나 축구연맹           | 에스투디안틸 포르테뇨    |
| 1915 | 아르헨티나 축구협회           | 라싱 클럽                |
| 1916 | 아르헨티나 축구협회           | 라싱 클럽                |
| 1917 | 아르헨티나 축구협회           | 라싱 클럽                |
| 1918 | 아르헨티나 축구협회           | 라싱 클럽                |
| 1919 | 아마추어 축구협회4            | 라싱 클럽                |
| 1919 | 아르헨티나 축구협회           | 보카 주니어스            |
| 1920 | 아마추어 축구협회             | 리버 플레이트            |
| 1920 | 아르헨티나 축구협회           | 보카 주니어스            |
| 1921 | 아마추어 축구협회             | 라싱 클럽                |
| 1921 | 아르헨티나 축구협회           | 우라칸                   |
| 1922 | 아마추어 축구협회             | 인데펜디엔테             |
| 1922 | 아르헨티나 축구협회           | 우라칸                   |
| 1923 | 아마추어 축구협회             | 산로렌소                 |
| 1923 | 아르헨티나 축구협회           | 보카 주니어스            |
| 1924 | 아마추어 축구협회             | 산로렌소                 |
| 1924 | 아르헨티나 축구협회           | 보카 주니어스            |
| 1925 | 아마추어 축구협회             | 라싱 클럽                |
| 1925 | 아르헨티나 축구협회           | 우라칸                   |
| 1926 | 아마추어 축구협회             | 인데펜디엔테             |
| 1926 | 아르헨티나 축구협회           | 보카 주니어스            |
| 1927 | 아르헨티나 아마추어 축구협회5 | 산로렌소                 |
| 1928 | 아르헨티나 아마추어 축구협회  | 우라칸                   |
| 1929 | 아르헨티나 아마추어 축구협회  | 힘나시아 라 플라타       |
| 1930 | 아르헨티나 아마추어 축구협회  | 보카 주니어스            |
| 1931 | 아마추어/프로 축구협회6       | 에스투디안틸 포르테뇨    |
| 1932 | 아마추어/프로 축구협회        | 스포르티보 바라카스      |
| 1933 | 아마추어/프로 축구협회        | 스포르티보 독 수드       |
| 1934 | 아마추어/프로 축구협회        | 에스투디안틸 포르테뇨    |

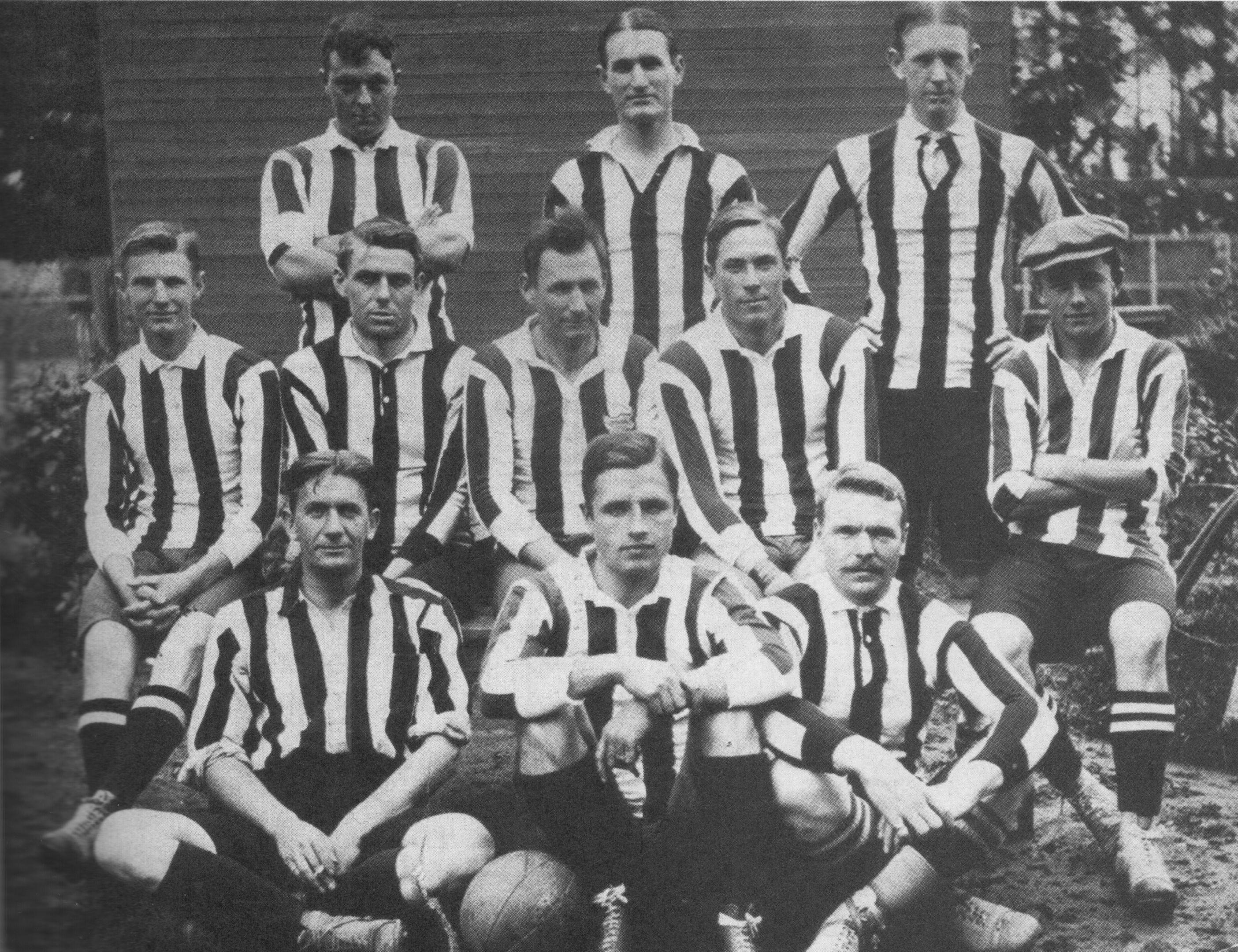
1900년대 최강팀이었던 영국 고등학교 졸업생팀. (1910년)

1 아르헨티나 축구 리그 (Argentina Association Football League)

2 아르헨티나 축구협회 (Asociación Argentina de Football)

3 아르헨티나 축구연맹 (Federación Argentina de Football)

4 아마추어 축구협회 (Asociación Amateurs de Football)

5 아르헨티나 아마추어 축구협회 (Asociación Amateurs Argentina de Football)

6 아마추어/프로 축구협회 (Asociación de Football Amateurs y Profesionales)

### 프로 리그 우승 기록

#### 캄페오나토 (Campeonato): 1931 ~ 1966

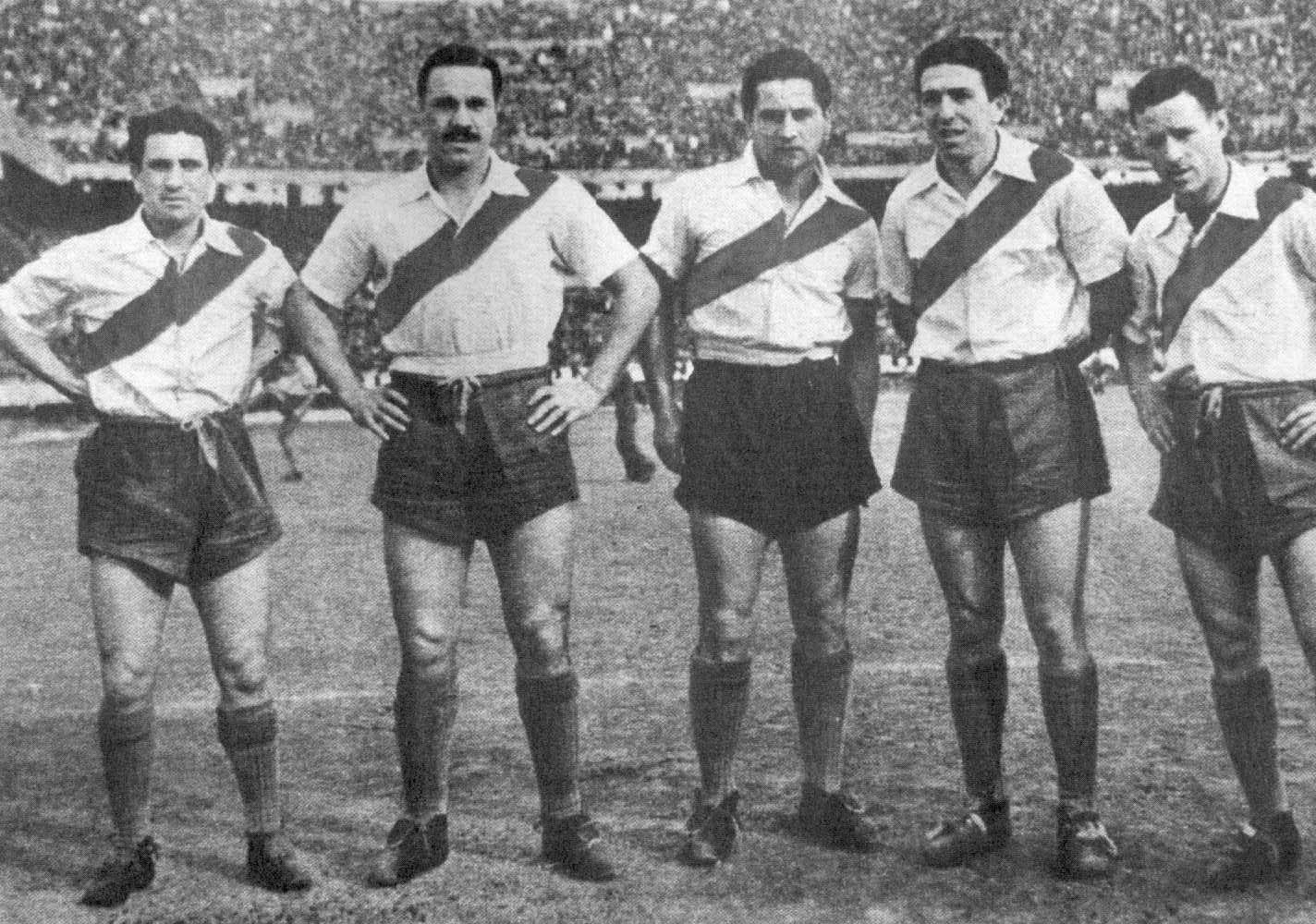
1940~50년대 라 마키나라는 전술로, 역사상 가장 위대한 팀 중 하나로 꼽히는 리버 플레이트 (1941년)

| 시즌 | 우승               | 준우승                     | 3위                        |
| ---- | ------------------ | -------------------------- | -------------------------- |
| 1931 | 보카 주니어스 (50) | 산로렌소 (45)              | 에스투디안테스 (44)        |
| 1932 | 리버 플레이트 (50) | 인데펜디엔테 (50)          | 라싱 클럽 (49)             |
| 1933 | 산로렌소 (50)      | 보카 주니어스 (49)         | 라싱 클럽 (48)             |
| 1934 | 보카 주니어스 (55) | 인데펜디엔테 (54)          | 산로렌소 (51)              |
| 1935 | 보카 주니어스 (58) | 인데펜디엔테 (55)          | 산로렌소 (49)              |
| 1936 | 리버 플레이트      | 산로렌소                   | 라싱 클럽                  |
| 1937 | 리버 플레이트 (58) | 인데펜디엔테 (52)          | 보카 주니어스 (45)         |
| 1938 | 인데펜디엔테 (53)  | 리버 플레이트 (51)         | 산로렌소 (43)              |
| 1939 | 인데펜디엔테 (56)  | 리버 플레이트, 우라칸 (50) | 리버 플레이트, 우라칸 (50) |
| 1940 | 보카 주니어스 (55) | 인데펜디엔테 (47)          | 리버 플레이트 (42)         |
| 1941 | 리버 플레이트 (44) | 산로렌소 (40)              | 뉴얼스 올드 보이스 (38)    |
| 1942 | 리버 플레이트 (46) | 산로렌소 (40)              | 우라칸 (37)                |
| 1943 | 보카 주니어스 (45) | 리버 플레이트 (44)         | 산로렌소 (35)              |
| 1944 | 보카 주니어스 (46) | 리버 플레이트 (44)         | 에스투디안테스 (39)        |
| 1945 | 리버 플레이트 (46) | 보카 주니어스 (42)         | 인데펜디엔테 (41)          |
| 1946 | 산로렌소 (46)      | 보카 주니어스 (42)         | 리버 플레이트 (41)         |
| 1947 | 리버 플레이트 (48) | 보카 주니어스 (42)         | 인데펜디엔테 (41)          |
| 1948 | 인데펜디엔테 (41)  | 리버 플레이트 (37)         | 에스투디안테스 (36)        |
| 1949 | 라싱 클럽 (49)     | 리버 플레이트 (43)         | 플라텐세 (43)              |
| 1950 | 라싱 클럽 (47)     | 보카 주니어스 (39)         | 인데펜디엔테 (39)          |
| 1951 | 라싱 클럽 (44)     | 반필드 (44)                | 리버 플레이트 (43)         |
| 1952 | 리버 플레이트 (40) | 라싱 클럽 (39)             | 인데펜디엔테 (35)          |
| 1953 | 리버 플레이트 (43) | 벨레스 사르스필드 (39)     | 라싱 클럽 (39)             |
| 1954 | 보카 주니어스 (45) | 인데펜디엔테 (41)          | 리버 플레이트 (38)         |
| 1955 | 리버 플레이트 (45) | 라싱 클럽 (38)             | 보카 주니어스 (37)         |
| 1956 | 리버 플레이트 (43) | 라누스 (41)                | 보카 주니어스 (40)         |
| 1957 | 리버 플레이트 (46) | 산로렌소 (38)              | 라싱 클럽 (36)             |
| 1958 | 라싱 클럽 (41)     | 보카 주니어스 (38)         | 산로렌소 (38)              |
| 1959 | 산로렌소 (45)      | 라싱 클럽 (38)             | 인데펜디엔테 (33)          |
| 1960 | 인데펜디엔테 (41)  | 리버 플레이트 (39)         | 아르헨티노스 주니어스 (39) |
| 1961 | 라싱 클럽 (47)     | 산로렌소 (40)              | 리버 플레이트 (38)         |
| 1962 | 보카 주니어스 (43) | 리버 플레이트 (41)         | 힘나시아 라 플라타 (38)    |
| 1963 | 인데펜디엔테 (37)  | 리버 플레이트 (35)         | 라싱 클럽 (39)             |
| 1964 | 보카 주니어스 (44) | 인데펜디엔테 (38)          | 리버 플레이트 (37)         |
| 1965 | 보카 주니어스 (50) | 리버 플레이트 (49)         | 벨레스 사르스필드 (40)     |
| 1966 | 라싱 클럽 (61)     | 리버 플레이트 (56)         | 보카 주니어스 (48)         |

#### 토르네오 메트로폴리타노/나시오날 (Torneo Metropolitano/Nacional): 1967 ~ 1985
| 시즌                                                                                                 | 메트로폴리타노                         | 메트로폴리타노                         | 나시오날               | 나시오날             |
| 시즌                                                                                                 | 우승                                   | 준우승                                 | 우승                   | 준우승               |
| --- | -------------------------------------- | -------------------------------------- | ---------------------- | -------------------- |
| 1967                                                                                                 | 에스투디안테스                         | 라싱 클럽                              | 인데펜디엔테 (26)      | 에스투디안테스 (24)  |
| 1968                                                                                                 | 산로렌소                               | 에스투디안테스                         | 벨레스 사르스필드 (22) | 리버 플레이트 (22)   |
| 1969                                                                                                 | 차카리타 주니어스                      | 리버 플레이트                          | 보카 주니어스 (29)     | 리버 플레이트 (27)   |
| 1970                                                                                                 | 인데펜디엔테 (27)                      | 리버 플레이트 (27)                     | 보카 주니어스          | 로사리오 센트랄      |
| 1971                                                                                                 | 인데펜디엔테 (50)                      | 벨레스 사르스필드 (49)                 | 로사리오 센트랄        | 산로렌소             |
| 1972                                                                                                 | 산로렌소 (49)                          | 라싱 클럽 (43)                         | 산로렌소               | 리버 플레이트        |
| 1973                                                                                                 | 우라칸 (46)                            | 보카 주니어스 (42)                     | 로사리오 센트랄 (5)    | 리버 플레이트 (3)    |
| 1974                                                                                                 | 뉴얼스 올드 보이스 (5)                 | 로사리오 센트랄 (3)                    | 산로렌소 (11)          | 로사리오 센트랄 (10) |
| 1975                                                                                                 | 리버 플레이트 (55)                     | 우라칸 (51)                            | 리버 플레이트 (12)     | 에스투디안테스 (11)  |
| 1976                                                                                                 | 보카 주니어스 (19)                     | 우라칸 (16)                            | 보카 주니어스          | 리버 플레이트        |
| 1977                                                                                                 | 리버 플레이트 (63)                     | 인데펜디엔테 (61)                      | 인데펜디엔테           | 타예레스             |
| 1978                                                                                                 | 킬메스 (54)                            | 보카 주니어스 (53)                     | 인데펜디엔테           | 리버 플레이트        |
| 1979                                                                                                 | 리버 플레이트                          | 벨레스 사르스필드                      | 리버 플레이트          | 우니온 데 산타페     |
| 1980                                                                                                 | 리버 플레이트 (51)                     | 아르헨티노스 주니어스 (42)             | 로사리오 센트랄        | 라싱 코르도바        |
| 1981                                                                                                 | 보카 주니어스 (50)                     | 페로 카릴 오에스테 (49)                | 리버 플레이트          | 페로 카릴 오에스테   |
| ↓ 1982년부터 나시오날이 전반기, 메트로폴리타노가 후반기로 전환됨. (단년제에서 연년제 리그로 전환.) ↓ |                                        |                                        |                        |                      |
| 1982                                                                                                 | 에스투디안테스 (54)                    | 인데펜디엔테 (52)                      | 페로 카릴 오에스테     | 킬메스               |
| 1983                                                                                                 | 인데펜디엔테 (48)                      | 산로렌소 (47)                          | 에스투디안테스         | 인데펜디엔테         |
| 1984                                                                                                 | 아르헨티노스 주니어스 (51)             | 페로 카릴 오에스테 (50)                | 페로 카릴 오에스테     | 리버 플레이트        |
| 1985                                                                                                 | 토르네오 메트로폴리타노가 열리지 않음. | 토르네오 메트로폴리타노가 열리지 않음. | 아르헨티노스 주니어스  | 벨레스 사르스필드    |

#### 캄페오나토 (Campeonato): 1985/86 ~ 1990/91
| 시즌    | 우승                    | 준우승                  | 3위                      |
| ------- | ----------------------- | ----------------------- | ------------------------ |
| 1985/86 | 리버 플레이트 (56)      | 뉴얼스 올드 보이스 (46) | 데포르티보 에스파뇰 (46) |
| 1986/87 | 로사리오 센트랄 (49)    | 뉴얼스 올드 보이스 (48) | 인데펜디엔테 (47)        |
| 1987/88 | 뉴얼스 올드 보이스 (55) | 산로렌소 (49)           | 라싱 클럽 (48)           |
| 1988/89 | 인데펜디엔테 (84)       | 보카 주니어스 (76)      | 데포르티보 에스파뇰 (68) |
| 1989/90 | 리버 플레이트 (53)      | 인데펜디엔테 (46)       | 보카 주니어스 (43)       |
| 1990/91 | 뉴얼스 올드 보이스      | 보카 주니어스           | -                        |

#### 토르네오 아페르투라/클라우수라 (Torneo Apertura/Clausura): 1991/92 ~ 2012/13
| 시즌      | 아페르투라              | 아페르투라              | 클라우수라                 | 클라우수라              |
| 시즌      | 우승                    | 준우승                  | 우승                       | 준우승                  |
| --------- | ----------------------- | ----------------------- | -------------------------- | ----------------------- |
| 1991/92   | 리버 플레이트 (31)      | 보카 주니어스 (24)      | 뉴얼스 올드 보이스 (29)    | 벨레스 사르스필드 (27)  |
| 1992/93   | 보카 주니어스 (27)      | 리버 플레이트 (23)      | 벨레스 사르스필드 (27)     | 인데펜디엔테 (24)       |
| 1993/94   | 리버 플레이트 (24)      | 벨레스 사르스필드 (23)  | 인데펜디엔테 (26)          | 우라칸 (25)             |
| 1994/95   | 리버 플레이트 (31)      | 산로렌소 (26)           | 산로렌소 (30)              | 힘나시아 라 플라타 (29) |
| 1995/96   | 벨레스 사르스필드 (41)  | 라싱 클럽 (35)          | 벨레스 사르스필드 (40)     | 힘나시아 라 플라타 (39) |
| 1996/97   | 리버 플레이트 (46)      | 인데펜디엔테 (37)       | 리버 플레이트 (41)         | 콜론 산타페 (35)        |
| 1997/98   | 리버 플레이트 (45)      | 보카 주니어스(44)       | 벨레스 사르스필드 (46)     | 라누스 (40)             |
| 1998/99   | 보카 주니어스 (45)      | 힘나시아 라 플라타 (36) | 보카 주니어스 (44)         | 리버 플레이트 (37)      |
| 1999/2000 | 리버 플레이트 (44)      | 로사리오 센트랄 (43)    | 리버 플레이트 (42)         | 인데펜디엔테 (36)       |
| 2000/01   | 보카 주니어스 (41)      | 리버 플레이트 (37)      | 산로렌소 (47)              | 리버 플레이트 (41)      |
| 2001/02   | 라싱 클럽 (42)          | 리버 플레이트 (41)      | 리버 플레이트 (43)         | 힘나시아 라 플라타 (37) |
| 2002/03   | 인데펜디엔테 (43)       | 보카 주니어스 (40)      | 리버 플레이트 (43)         | 보카 주니어스 (39)      |
| 2003/04   | 보카 주니어스 (39)      | 산로렌소 (36)           | 리버 플레이트 (40)         | 보카 주니어스 (36)      |
| 2004/05   | 뉴얼스 올드 보이스 (36) | 벨레스 사르스필드 (34)  | 벨레스 사르스필드 (39)     | 반필드 (33)             |
| 2005/06   | 보카 주니어스 (40)      | 힘나시아 라 플라타 (37) | 보카 주니어스 (43)         | 라누스 (35)             |
| 2006/07   | 에스투디안테스 (44)     | 보카 주니어스 (44)      | 산로렌소 (45)              | 보카 주니어스 (39)      |
| 2007/08   | 라누스 (38)             | 티그레 (34)             | 리버 플레이트 (43)         | 보카 주니어스 (39)      |
| 2008/09   | 보카 주니어스 (39)      | 티그레 (39)             | 벨레스 사르스필드 (40)     | 우라칸 (38)             |
| 2009/10   | 반필드 (41)             | 뉴얼스 (39)             | 아르헨티노스 주니어스 (41) | 에스투디안테스 (40)     |
| 2010/11   | 에스투디안테스 (45)     | 벨레스 사르스필드 (43)  | 벨레스 사르스필드 (39)     | 라누스 (35)             |
| 2011/12   | 보카 주니어스 (43)      | 라싱 클럽 (31)          | 아르세날 (38)              | 티그레 (36)             |

#### 기타 공식 대회
| 시즌 | 컵 명칭         | 우승               | 준우승        |
| ---- | --------------- | ------------------ | ------------- |
| 1958 | 코파 수에시아   | 아틀란타           | 라싱 클럽     |
| 1969 | 코파 아르헨티나 | 보카 주니어스      | 아틀란타      |
| 1993 | 코파 센테나리오 | 힘나시아 라 플라타 | 리버 플레이트 |

#### 팀별 우승 횟수
| 팀명 (Equipo)         | 우승 (Campeón) | 준우승 (Subcampeón) | 3위 (Tercero) |
| --------------------- | -------------- | ------------------- | ------------- |
| 리버 플레이트         | 33             | 25                  | 11            |
| 보카 주니어스         | 24             | 18                  | 22            |
| 인데펜디엔테          | 14             | 14                  | 6             |
| 산로렌소              | 10             | 11                  | 14            |
| 벨레스 사르스필드     | 8              | 8                   | 10            |
| 라싱 클럽             | 7              | 7                   | 10            |
| 에스투디안테스        | 5              | 4                   | 7             |
| 뉴얼스 올드 보이스    | 5              | 3                   | 3             |
| 로사리오 센트랄       | 4              | 4                   | 2             |
| 아르헨티노스 주니어스 | 3              | 1                   | 1             |
| 페로 카릴 오에스테    | 2              | 3                   | 1             |
| 우라칸                | 1              | 5                   | 2             |
| 라누스                | 1              | 4                   | 4             |
| 반필드                | 1              | 2                   | 2             |
| 킬메스                | 1              | 1                   | 0             |
| 아르세날              | 1              | 0                   | 1             |
| 차카리타 주니어스     | 1              | 0                   | 1             |
| 힘나시아 라 플라타    | 0              | 5                   | 3             |
| 티그레                | 0              | 3                   | 0             |
| 콜론 산타페           | 0              | 1                   | 2             |
| 타예레스              | 0              | 1                   | 2             |
| 우니온 데 산타페      | 0              | 1                   | 1             |
| 라싱 코르도바         | 0              | 1                   | 0             |
| 데포르티보 에스파뇰   | 0              | 0                   | 3             |
| 고도이크루스          | 0              | 0                   | 2             |
| 아틀란타              | 0              | 0                   | 1             |
| 플라텐세              | 0              | 0                   | 1             |
| 아틀레티코 투쿠만     | 0              | 0                   | 1             |
| 템펄레이              | 0              | 0                   | 1             |

### 역대 득점왕
| 대회                | 선수                     | 소속팀                | 골 |
| ------------------- | ------------------------ | --------------------- | -- |
| 1931                | 알베르토 소사야          | 에스투디안테스        | 33 |
| 1932                | 베르나베 페데이라        | 리버 플레이트         | 43 |
| 1933                | 프란시스코 바라조        | 보카 주니어스         | 34 |
| 1934                | 에바리스토 바레라        | 라싱 클럽             | 34 |
| 1935                | 아구스틴 코소            | 벨레스 사르스필드     | 33 |
| 1936                | 에바리스토 바레라        | 라싱 클럽             | 32 |
| 1937                | 아르세니오 에리코        | 인데펜디엔테          | 47 |
| 1938                | 아르세니오 에리코        | 인데펜디엔테          | 43 |
| 1939                | 아르세니오 에리코        | 인데펜디엔테          | 40 |
| 1940                | 델핀 베니테스 카세레스   | 라싱 클럽             | 33 |
| 1940                | 이시드로 랑가라          | 산로렌소              | 33 |
| 1941                | 호세 칸텔리              | 뉴얼스 올드 보이스    | 30 |
| 1942                | 리날도 마르티노          | 산로렌소              | 25 |
| 1943                | 루이스 아리에타          | 라누스                | 23 |
| 1943                | 라울 프루토스            | 플라텐세              | 23 |
| 1943                | 앙헬 라브루나            | 리버 플레이트         | 23 |
| 1944                | 아틸리오 메조네          | 우라칸                | 26 |
| 1945                | 앙헬 라브루나            | 리버 플레이트         | 24 |
| 1946                | 마리오 보제              | 보카 주니어스         | 24 |
| 1947                | 알프레도 디 스테파노     | 리버 플레이트         | 27 |
| 1948                | 베냐민 산토스            | 로사리오 센트랄       | 21 |
| 1949                | 자밀 시메스              | 라싱 클럽             | 26 |
| 1949                | 후안 호세 피수티         | 반필드                | 26 |
| 1950                | 마리오 파파              | 산로렌소              | 24 |
| 1951                | 산티아고 베르나사        | 리버 플레이트         | 22 |
| 1952                | 에두아르도 리카그니      | 우라칸                | 28 |
| 1953                | 후안 호세 피수티         | 라싱 클럽             | 22 |
| 1953                | 후안 아르만도 베나비데스 | 산로렌소              | 22 |
| 1954                | 앙헬 베르니              | 산로렌소              | 19 |
| 1954                | 호세 보레조              | 보카 주니어스         | 19 |
| 1954                | 노르베르토 콘데          | 벨레스 사르스필드     | 19 |
| 1955                | 오스카르 마세이          | 로사리오 센트랄       | 21 |
| 1956                | 후안 알베르토 카스트로   | 로사리오 센트랄       | 17 |
| 1956                | 에르네스토 그리조        | 인데펜디엔테          | 17 |
| 1957                | 로베르토 사라테          | 리버 플레이트         | 22 |
| 1958                | 호세 산필리포            | 산로렌소              | 28 |
| 1959                | 호세 산필리포            | 산로렌소              | 31 |
| 1960                | 호세 산필리포            | 산로렌소              | 34 |
| 1961                | 호세 산필리포            | 산로렌소              | 26 |
| 1962                | 루이스 아르티메          | 리버 플레이트         | 25 |
| 1963                | 루이스 아르티메          | 리버 플레이트         | 25 |
| 1964                | 엑토르 베이라            | 산로렌소              | 17 |
| 1965                | 후안 카를로스 카로네     | 벨레스 사르스필드     | 19 |
| 1966                | 루이스 아르티메          | 인데펜디엔테          | 23 |
| 1967 메트로폴리타노 | 베르나르도 아코스타      | 라누스                | 18 |
| 1967 나시오날       | 루이스 아르티메          | 인데펜디엔테          | 11 |
| 1968 메트로폴리타노 | 알프레도 오베르티        | 로스 안데스           | 13 |
| 1968 나시오날       | 오마르 웨베              | 벨레스 사르스필드     | 13 |
| 1969 메트로폴리타노 | 왈테르 마차두 다 시우바  | 라싱 클럽             | 14 |
| 1969 나시오날       | 로돌포 피셔              | 산로렌소              | 14 |
| 1969 나시오날       | 카를로스 부자            | 플라텐세              | 14 |
| 1970 메트로폴리타노 | 오스카르 마스            | 리버 플레이트         | 16 |
| 1970 나시오날       | 카를로스 비안치          | 벨레스 사르스필드     | 18 |
| 1971 메트로폴리타노 | 카를로스 비안치          | 벨레스 사르스필드     | 36 |
| 1971 나시오날       | 알프레도 오베르티        | 뉴얼스 올드보이스     | 10 |
| 1971 나시오날       | 호세 루니스              | 후벤투드 안토니아나   | 10 |
| 1972 메트로폴리타노 | 미겔 앙헬 브린디시       | 우라칸                | 21 |
| 1972 나시오날       | 카를로스 모레테          | 리버 플레이트         | 14 |
| 1973 메트로폴리타노 | 오스카르 마스            | 리버 플레이트         | 17 |
| 1973 메트로폴리타노 | 우고 쿠리오니            | 보카 주니어스         | 17 |
| 1973 메트로폴리타노 | 이그나시오 페냐          | 에스투디안테스 (LP)   | 17 |
| 1973 나시오날       | 후안 고메스 보글리노     | 아틀란타              | 18 |
| 1974 메트로폴리타노 | 카를로스 모레테          | 리버 플레이트         | 18 |
| 1974 나시오날       | 마리오 알베르토 켐페스   | 로사리오 센트랄       | 25 |
| 1975 메트로폴리타노 | 엑토르 스코타            | 산로렌소              | 32 |
| 1975 나시오날       | 엑토르 스코타            | 산로렌소              | 28 |
| 1976 메트로폴리타노 | 마리오 알베르토 켐페스   | 로사리오 센트랄       | 21 |
| 1976 나시오날       | 노르베르토 에레수마      | 산로렌소 마르델플라타 | 12 |
| 1976 나시오날       | 루이스 루데냐            | 타예레스              | 12 |
| 1977 메트로폴리타노 | 카를로스 알바레스        | 아르헨티노스 주니어스 | 27 |
| 1977 나시오날       | 알프레도 레타누          | 에스투디안테스 (LP)   | 13 |
| 1978 메트로폴리타노 | 디에고 마라도나          | 아르헨티노스 주니어스 | 22 |
| 1978 메트로폴리타노 | 루이스 안드레우치        | 킬메스                | 22 |
| 1978 나시오날       | 호세 레이날디            | 타예레스              | 18 |
| 1979 메트로폴리타노 | 디에고 마라도나          | 아르헨티노스 주니어스 | 14 |
| 1979 메트로폴리타노 | 세르히오 포르투나토      | 에스투디안테스 (LP)   | 14 |
| 1979 나시오날       | 디에고 마라도나          | 아르헨티노스 주니어스 | 12 |
| 1980 메트로폴리타노 | 디에고 마라도나          | 아르헨티노스 주니어스 | 25 |
| 1980 나시오날       | 디에고 마라도나          | 아르헨티노스 주니어스 | 17 |
| 1981 메트로폴리타노 | 라울 데라크루스 차파로   | 인스티투토 코르도바   | 20 |
| 1981 나시오날       | 카를로스 비안치          | 벨레스 사르스필드     | 15 |
| 1982 나시오날       | 미겔 앙헬 후아레스       | 페로 카릴 오에스테    | 22 |
| 1982 메트로폴리타노 | 카를로스 모레테          | 인데펜디엔테          | 20 |
| 1983 나시오날       | 아르만도 우시조스        | 로마 네그라           | 11 |
| 1983 메트로폴리타노 | 빅토르 라모스            | 뉴얼스 올드보이스     | 30 |
| 1984 나시오날       | 페드로 파스쿠지          | 아르헨티노스 주니어스 | 9  |
| 1984 메트로폴리타노 | 엔소 프란세스콜리        | 리버 플레이트         | 24 |
| 1985 나시오날       | 호르헤 코마스            | 벨레스 사르스필드     | 12 |
| 1985/86             | 엔소 프란세스콜리        | 리버 플레이트         | 25 |
| 1986/87             | 오마르 아르날도 팔마     | 로사리오 센트랄       | 20 |
| 1987/88             | 호세 루이스 로드리게스   | 데포르티보 에스파뇰   | 18 |
| 1988/89             | 오스카르 데르티시아      | 아르헨티노스 주니어스 | 20 |
| 1988/89             | 네스토르 고로시토        | 산로렌소              | 20 |
| 1989/90             | 아리엘 코소니            | 뉴얼스 올드보이스     | 23 |
| 1990/91             | 에스테반 곤살레스        | 벨레스 사르스필드     | 18 |
| 1991 아페르투라     | 라몬 앙헬 디아스         | 리버 플레이트         | 14 |
| 1992 클라우수라     | 디에고 라토레            | 보카 주니어스         | 9  |
| 1992 클라우수라     | 다리오 스코토            | 플라텐세              | 9  |
| 1992 아페르투라     | 알베르토 아코스타        | 산로렌소              | 12 |
| 1993 클라우수라     | 루벤 다 실바             | 리버 플레이트         | 13 |
| 1993 아페르투라     | 세르히오 마르티네스      | 보카 주니어스         | 12 |
| 1994 클라우수라     | 에르난 크레스포          | 리버 플레이트         | 11 |
| 1994 클라우수라     | 마르셀로 에스피나        | 플라텐세              | 11 |
| 1994 아페르투라     | 엔소 프란세스콜리        | 리버 플레이트         | 12 |
| 1995 클라우수라     | 호세 오스카르 플로레스   | 벨레스 사르스필드     | 14 |
| 1995 아페르투라     | 호세 루이스 칼데론       | 에스투디안테스 (LP)   | 13 |
| 1996 클라우수라     | 아리엘 로페스            | 라누스                | 12 |
| 1996 아페르투라     | 구스타보 레히            | 페로 카릴 오에스테    | 11 |
| 1997 클라우수라     | 세르히오 마르티네스      | 보카 주니어스         | 15 |
| 1997 아페르투라     | 루벤 다 실바             | 로사리오 센트랄       | 15 |
| 1998 클라우수라     | 로베르토 소사            | 힘나시아 라 플라타    | 16 |
| 1998 아페르투라     | 마르틴 팔레르모          | 보카 주니어스         | 20 |
| 1999 클라우수라     | 호세 루이스 칼데론       | 인데펜디엔테          | 17 |
| 1999 아페르투라     | 하비에르 사비올라        | 리버 플레이트         | 15 |
| 2000 클라우수라     | 에스테반 푸에르테스      | 콜론 산타페           | 17 |
| 2000 아페르투라     | 후안 파블로 앙헬         | 리버 플레이트         | 13 |
| 2001 클라우수라     | 베르나르도 로메오        | 산로렌소              | 15 |
| 2001 아페르투라     | 마르틴 카르데티          | 리버 플레이트         | 17 |
| 2002 클라우수라     | 페르나르도 카베나기      | 리버 플레이트         | 15 |
| 2002 아페르투라     | 안드레스 실베라          | 인데펜디엔테          | 16 |
| 2003 클라우수라     | 루시아노 피게로아        | 로사리오 센트랄       | 17 |
| 2003 아페르투라     | 에르네스토 파리아스      | 에스투디안테스 (LP)   | 12 |
| 2004 클라우수라     | 로날도 사라테            | 벨레스 사르스필드     | 13 |
| 2004 아페르투라     | 리산드로 로페스          | 라싱 클럽             | 12 |
| 2005 클라우수라     | 마리아노 파보네          | 에스투디안테스 (LP)   | 16 |
| 2005 아페르투라     | 하비에르 캄포라          | 티로 페데랄           | 13 |
| 2006 클라우수라     | 곤살로 바르가스          | 힘나시아 라 플라타    | 12 |
| 2006 아페르투라     | 로드리고 팔라시오        | 보카 주니어스         | 12 |
| 2006 아페르투라     | 마우로 사라테            | 벨레스 사르스필드     | 12 |
| 2007 클라우수라     | 마르틴 팔레르모          | 보카 주니어스         | 11 |
| 2007 아페르투라     | 헤르만 데니스            | 인데펜디엔테          | 18 |
| 2008 클라우수라     | 다리오 츠비타니치        | 반필드                | 13 |
| 2008 아페르투라     | 호세 산드                | 라누스                | 15 |
| 2009 클라우수라     | 호세 산드                | 라누스                | 13 |
| 2009 아페르투라     | 산티아고 실바            | 반필드                | 14 |
| 2010 클라우수라     | 마우로 보세지            | 에스투디안테스 (LP)   | 13 |
| 2010 아페르투라     | 데니스 스트라콸루르시    | 티그레                | 12 |
| 2010 아페르투라     | 산티아고 실바            | 벨레스 사르스필드     | 12 |
| 2011 클라우수라     | 하비에르 캄포라          | 우라칸                | 11 |
| 2011 클라우수라     | 테오필로 구티에레스      | 라싱 클럽             | 11 |
| 2011 아페르투라     | 루벤 라미레스            | 고도이 크루스         | 12 |
| 2012 클라우수라     | 카를로스 루나            | 티그레                | 12 |

### 참고사항
1. ↑  “Binance, naming sponsor de la LPF”. 《LPF》 (스페인어). 2022년 1월 25일. 2023년 8월 28일에 확인함.
2. 1 2  첫 대회는 다섯 개 팀이 참가해 팀 별로 8 경기를 벌였고, 올드 칼레도니언스(Old Caledonians)와 세인트 앤드루스가 공동 1위를 차지했다. 하지만, 곧 이뤄진 플레이오프에서 세인트 앤드루스가 이겨 AFA 기록에 최종 우승 팀으로 되어 있다.
3. ↑  결승전: 리버 플레이트 3 - 0 인데펜디엔테.
4. ↑  코파 데 오로(Copa de Oro) 결승전: 리버 플레이트 4 - 2 산로렌소.
5. ↑  코파 캄페오나토 우승자.
6. ↑  부에노스아이레스 코파 데 오노르(Copa de Honor de municipalidad Buenos Aires).
7. ↑  코파 캄페오나토 3위.
8. ↑  결정전: 리버 플레이트 3 - 3 우라칸.  공동 준우승.
9. ↑  결승전: 라싱 클럽 0 - 0 반필드; 라싱 클럽 1 - 0 반필드.
10. ↑  결승전: 에스투디안테스 3 - 0 라싱 클럽.
11. ↑  결승전: 산로렌소 2 - 1 에스투디안테스.
12. ↑  결승전: 리버 플레이트 2 - 0 라싱 클럽; 리버 플레이트 1 -  1 벨레스 사르스필드; 벨레스 사르스필드 4 - 2 라싱 클럽.
13. ↑  결승: 차카리타 주니어스 4 - 1 리버 플레이트.
14. ↑  다득점으로 우승자 결정: 인데펜디엔테(43득점) - 리버 플레이트(42득점).
15. ↑  결승전: 보카 주니어스 2 - 1 로사리오 센트랄.
16. ↑  결승전: 로사리오 센트랄 2 - 1 산로렌소.
17. ↑  결승전: 산로렌소 1 - 0 리버 플레이트.
18. 1 2  두 그룹으로 나누어 리그를 진행하고, 그룹별 상위 두 팀씩 결선리그를 벌였다.
19. 1 2  네 그룹으로 나누어 리그를 진행하고, 그룹별 상위 두 팀씩 결선리그를 벌였다.
20. ↑  두 그룹으로 나누어 리그를 진행하고, 그룹별 상위 여섯 팀씩 결선리그를 벌였다.
21. ↑  결승전: 보카 주니어스 1 - 0 리버 플레이트.
22. ↑  결승전: 인데펜디엔테 1 - 1 타예레스; 타예레스 2 - 2 인데펜디엔테.
23. ↑  결승전: 리버 플레이트 0 - 0 인데펜디엔테; 인데펜디엔테 2 - 0 리버 플레이트.
24. ↑  결승전: 벨레스 사르스필드 0 - 2 리버 플레이트; 리버 플레이트 5 - 1 벨레스 사르스필드.
25. ↑  결승전: 우니온 데 산타페 1 - 1 리버 플레이트; 리버 플레이트 0 - 0 우니온 데 산타페.
26. ↑  결승전: 로사리오 센트랄 5 - 1 라싱 코르도바; 라싱 코르도바 2 - 0 로사리오 센트랄.
27. ↑  결승전: 리버 플레이트 1 - 0 페로 카릴 오에스테; 페로 카릴 오에스테 0 - 1 리버 플레이트.
28. ↑  결승전: 킬메스 0 - 0 페로 카릴 오에스테; 페로 카릴 오에스테 2 - 0 킬메스.
29. ↑  결승전:  에스투디안테스 2 - 0 인데펜디엔테; 인데펜디엔테 2 - 1 에스투디안테스.
30. ↑  결승전: 리버 플레이트 0 - 3 페로 카릴 오에스테; 페로 카릴 오에스테 1 - 0 리버 플레이트.
31. ↑  본래 메트로폴리타노는 전반기, 나시오날은 후반기에 진행되었지만, 1982년부터 순서가 바뀌었다. 1985년 나시오날을 끝으로 메트로폴리타노와 나시오날이 폐지되고, 유럽 리그처럼 연년제 방식의 리그가 시작되었다.
32. ↑  결승전: 벨레스 사르스필드 1 - 2 아르헨티노스 주니어스.
33. ↑  이 시즌에서 각 경기 승자는 승점 3점을 얻었는데, 무승부인 경우엔 승부차기를 통해 승자는 2점, 패자는 1점을 얻었다. 그 때문에 각 팀의 승점이 다른 시즌보다 훨씬 높았다.
34. ↑  1990/91 시즌에 처음 아페르투라와 클라우수라가 도입되었는데, 뉴얼스 올드 보이스와 보카 주니어스가 각각 우승하였다. AFA에서는 두 팀간의 경기를 통해 통합 챔피언 결정전을 치르기로 하였고 홈 앤드 어웨이 방식으로 경기를 펼쳤다. 승부차기 끝에 뉴얼스 올드 보이스가 결국 우승자로 결정되었다. 챔피언 결정전은 국가대표팀이 칠레에서 열렸던 코파 아메리카에 참여하는 중에 열렸기 때문에 대표팀에 소속된 양팀 선수들만큼 새로운 선수를 충원하는 것이 허가되었다. 1991/92 시즌에도 유사한 챔피언 결정전이 열렸는데, 그것은 실제로 챔피언을 가리기 위한 것이 아니라 코파 리베르타도레스 1993 조별 예선으로써, 본선 진출팀을 결정하기 위한 것이었다. (코파 리베르타도레스 1993에서는 진출팀을 각 나라별로 묶어 조별 예선을 진행하였다.)
35. ↑  결승전: 뉴얼스 올드 보이스 1 - 0 보카 주니어스; 보카 주니어스 1 (1) - (3) 0 뉴얼스 올드 보이스 (승부차기).
36. ↑  토르네오 아페르투라 우승.
37. ↑  토르네오 클라우수라 우승.
38. ↑  이 시즌부터 각 경기 승자에게 승점 3점씩 부여하기 시작했다.
39. ↑  결승전: 보카 주니어스 1 - 2 에스투디안테스.
40. ↑  아페르투라가 종료된 시점에서 산로렌소와 보카 주니어스, 그리고 티그레의 승점이 39점으로 같았기 때문에 세 팀은 3자간 캄페온 결정전을 벌였다. 모든 팀이 각각 1승 1패를 거두었지만 골득실에서 앞선 보카가 우승 팀, 티그레가 준우승 팀이 되었다.
41. ↑  코파 수에시아(Copa Suecia): 아르헨티나 축구협회 공식 컵대회.
 결승전: 아틀란타 3 - 1 라싱 클럽
42. ↑  코파 아르헨티나(Copa Argentina de Fútbol): 아르헨티나 축구협회에서 레코파 수다메리카나 데 클루베스(* 레코파 수다메리카나와는 다른 대회)에 출전할 팀을 선발하기 위해 만들었던 컵 대회.
 결승전: 보카 주니어스 3 - 1 아틀란타; 아틀란타 1 - 0 보카 주니어스.
43. ↑  코파 센테나리오(Copa Centenario): 아르헨티나 축구협회 창설 100주년 기념 컵 대회 .
 결승전: 힘나시아 라 플라타 3 - 1 리버 플레이트
44. ↑  3위 또는 4강: 토르네오 나시오날이나 메트로폴리타노에서는 리그전이 아닌 토너먼트 방식으로 대회가 진행되기도 했으며, 이경우 별도의 3,4위 결정전이 없는 경우가 있었다.
45. ↑  RSSSF
Goles argentinos 보관됨 2012-11-15 - 웨이백 머신
 ESPN Deportes
 Universo Fútbol
 La Bombonera 보관됨 2012-10-24 - 웨이백 머신
Somos cuervos 보관됨 2012-01-12 - 웨이백 머신

## 아르헨티나 클럽의 국제대회 성적

### 코파 리베르타도레스
| 팀명                  | 우승 | 준우승 | 우승년도                                 | 준우승년도       |
| --------------------- | ---- | ------ | ---------------------------------------- | ---------------- |
| 인데펜디엔테          | 7    | 0      | 1964, 1965, 1972, 1973, 1974, 1975, 1984 |                  |
| 보카 주니어스         | 6    | 3      | 1977, 1978, 2000, 2001, 2003, 2007       | 1963, 1979, 2004 |
| 에스투디안테스        | 4    | 1      | 1968, 1969, 1970, 2009                   | 1971             |
| 리버 플레이트         | 2    | 2      | 1986, 1996                               | 1966, 1976       |
| 라싱 클럽             | 1    | 0      | 1967                                     |                  |
| 아르헨티노스 주니어스 | 1    | 0      | 1985                                     |                  |
| 벨레스 사르스필드     | 1    | 0      | 1994                                     |                  |
| 뉴얼스 올드 보이스    | 0    | 2      |                                          | 1988, 1992       |

### 코파 수다메리카나
| 팀명          | 우승 | 준우승 | 우승년도   | 준우승년도 |
| ------------- | ---- | ------ | ---------- | ---------- |
| 보카 주니어스 | 2    | 0      | 2004, 2005 |            |
| 산로렌소      | 1    | 0      | 2002       |            |
| 아르세날      | 1    | 0      | 2007       |            |
| 리버 플레이트 | 0    | 1      |            | 2003       |

### 레코파 수다메리카나
| 팀명              | 우승 | 준우승 | 우승년도               | 준우승년도 |
| ----------------- | ---- | ------ | ---------------------- | ---------- |
| 보카 주니어스     | 4    | 1      | 1990, 2005, 2006, 2008 | 2004       |
| 인데펜디엔테      | 1    | 1      | 1995                   | 1996       |
| 벨레스 사르스필드 | 1    | 1      | 1997                   | 1995       |
| 리버 플레이트     | 0    | 2      |                        | 1997, 1998 |
| 라싱 클럽         | 0    | 1      |                        | 1989       |
| 산로렌소          | 0    | 1      |                        | 2003       |
| 아르세날          | 0    | 1      |                        | 2008       |

## 같이 보기
- 아르헨티나 축구 리그 시스템
- 프리메라 B 나시오날
- 토르네오 데 베라노